# Manuel da Maia
Manuel da Maia (Lisbonne, 1677 - 17 septembre 1768 ) était un architecte et ingénieur portugais.

## Biographie

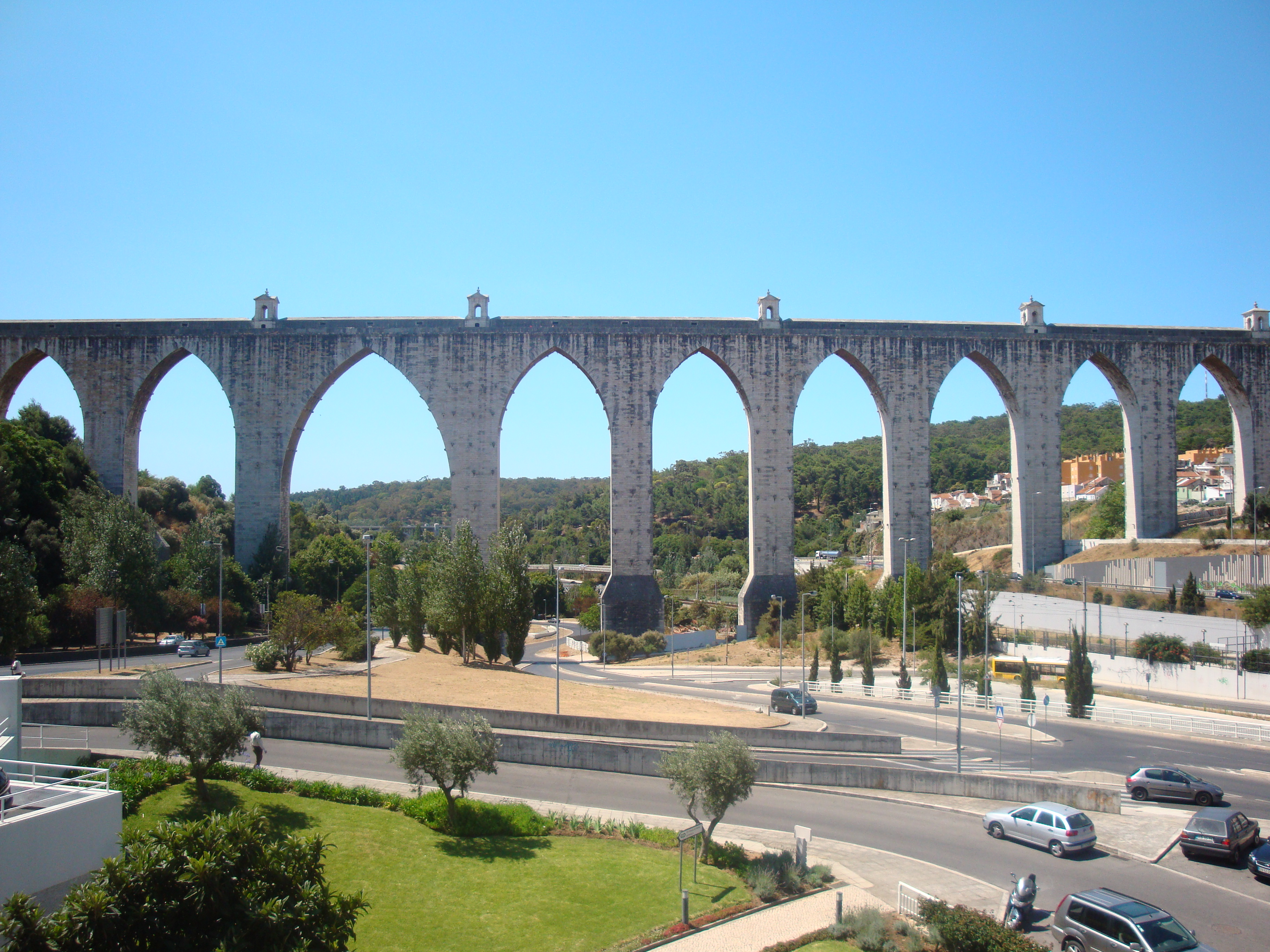
Aqueduc des Eaux Libres

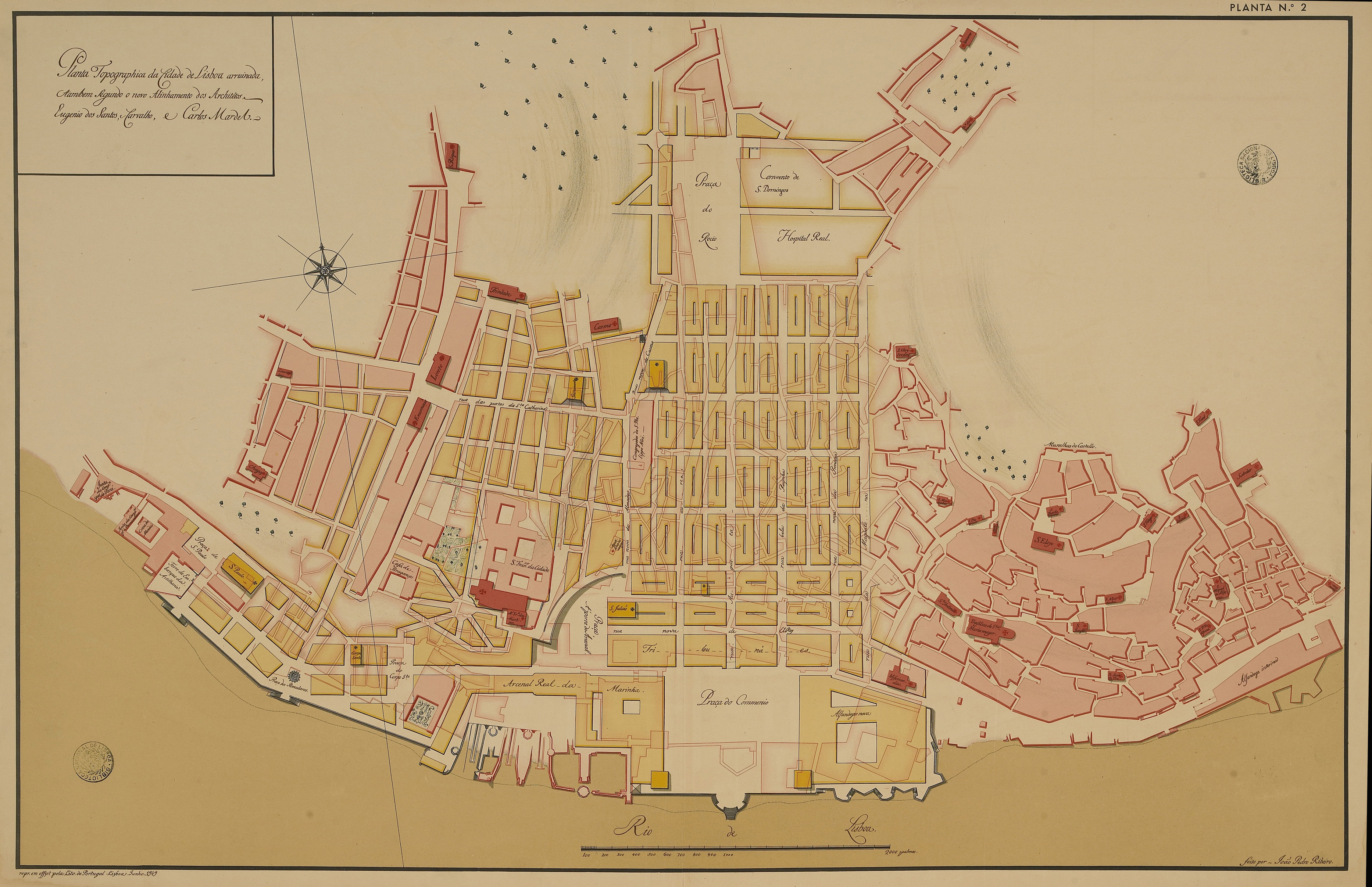
Plan de Baixa pombalina, en 1756

Manuel da Maia, qui était régent de la classe de fortification, où le futur roi dom José était étudiant.
Il a été chargé de mener des travaux de fortification à Lisbonne, Estremoz, en 1703, Beira, en 1704, et Abrantes, en 1704.
Il est nommé ingénieur en chef du royaume (Engenheiro-Mor do Reino), en 1754. Il a été directement impliqué et fut responsable de l'élaboration du plan de la ville de Lisbonne et de quelques-unes des projets d'ingénierie les plus ambitieux de son époque, comme l'aqueduc des Eaux Libres de Lisbonne.
Il a reçu de nombreuses distinctions au cours de sa vie, qui met en évidence le titre de gentilhomme de la maison royale et le général.
C'est avec la reconstruction due au tremblement de terre de Lisbonne, le 1er novembre 1755, à l'âge de 80 ans, que Manuel da Maia a pu donner son plus grand héritage : la coordination de la reconstruction de Lisbonne. Il a accepté la proposition du capitaine du génie Eugénio dos Santos, et a été le seul responsable de Pombal tel que nous le connaissons aujourd'hui,.
Moins connu, mais tout aussi grande importance pour l'histoire du Portugal, est l'œuvre de Manuel da Maia en tant que chef des archives de  Torre do Tombo, à partir du 12 novembre 1745.
Il a été membre de l'Académie royale d'histoire et chroniqueur de la maison de Bragance, et a été reçu chevalier de la Maison Royale en 1744 et a reçu l'ordre du Christ, avec dispense royale en raison de ses origines.
Le Musée de l'eau à Lisbonne, consacré à l'histoire de l'approvisionnement en eau de la ville, rend hommage à Manuel da Maia.